# ويلما دي فاريا
ويلما دي فاريا (17 فبراير 1945 - 15 يونيو 2017) سياسية برازيلية. شغلت منصب حاكمة ولاية ريو غراندي دو نورتي البرازيلية من 2003 إلى 2010، وكانت أول امرأة تشغل هذا المنصب. كانت عضوًا في حزب أفانتي.

## الوفاة
توفيت ويلما دي فاريا في 15 يونيو 2017، عن عمر يناهز 72 عامًا في دار ساو لوكاس للمسنين في ناتال، بسبب فشل العديد من الأعضاء. كانت أيضًا ضحية لسرطان في الجهاز الهضمي، الذي تم تشخيصه قبل عامين.
حُجبت جثتها في كاتدرائية سيدة العرض ودُفنت لاحقًا في مقبرة مورادا دا باز.